# OpenWrt
OpenWrt – dystrybucja Linuksa pierwotnie przeznaczona dla urządzeń WLAN produkowanych przez firmę Linksys, a w szczególności dla routerów z serii WRT54G. Aktualnie wspierane są również urządzenia innych firm, o różnych architekturach, jak np. MIPS czy ARM.
Rozwijanie otwartej implementacji oprogramowania wbudowanego (ang. firmware) jest możliwe ponieważ firmy takie jak Linksys, TP-Link czy D-Link używają w niektórych swoich routerach oprogramowania rozpowszechnianego na zasadach licencji GNU GPL. Zgodnie z nimi publikowane są wszelkie zmiany wprowadzone do kodu niezbędne do jego działania na tych urządzeniach. W oparciu o te modyfikacje entuzjaści otwartego oprogramowania rozwijają dystrybucję Linuksa zawierającą wiele narzędzi niedostępnych w oryginalnym oprogramowaniu.
OpenWrt posiada w repozytoriach pakiet filtru rodzinnego DansGuardian.
W OpenWrt wykorzystywany jest system zarządzania oprogramowaniem opkg, fork ipkg stworzony przez Openmoko, który oferuje możliwości wzorowane na APT i dpkg.

## Pochodne
- LEDE było forkiem OpenWrt. Dwa projekty zostały połączone pod nazwą OpenWrt[3].
- CeroWrt[4][5]
- Coova chilli – oparte na OpenWrt i skupione na hotspotach wifi i ich zarządzaniu, fork chillifire
- Gargoyle – interfejs sieciowy OpenWrt z emfazą na użyteczność, później sforkowany do osobnej dystrybucji
- Flukso – używa spatchowanego OpenWrt OS do komunikacji. Kod dostępny na GitHubie.
- Fon – oparte na OpenWrt bezprzewodowe routery działające jako hotspoty. Kod dostępny na fonosfera.org
- Linino – oparta na OpenWrt dystrybucja dla MIPS-based Arduino Yùn: kod naGitHubie
- Midge Linux – oparta na OpenWrt dystrybucja dla urządzeń opartych na Infineon Technologies ADM-5120 SoCs, np. Edimax BR-6104K i BR-6104KP.
- OpenSAN -realizacja protokołu iSCSI do stworzenia Storage Area Network
- PacketProtector – oparta na OpenWrt bezpieczna dystrybucja zawierająca IDS, IPS, VPN, i sieciowy antywirus. Zawiera Snort, Snort-inline, FreeRADIUS, OpenVPN, DansGuardian i ClamAV. Project zamnknięto 7 lipca 2012.[6]
- Router Turris Omnia działa na pochodnej OpenWrt
- Różnorodne oddolne projekty wireless community networks, np. Freifunk, Libre-Mesh i qMp
- libreCMC – oparta na OpenWrt dystrybucja bez nie-darmowego software’u i binarek, aprobowana przez Free Software Foundation[7]